# Biozat
Biozat is een gemeente in het Franse departement Allier (regio Auvergne-Rhône-Alpes) en telt 663 inwoners (1999). De plaats maakt deel uit van het arrondissement Vichy.
De Saint-Symphorien is een romaanse kerk uit de 11e eeuw.

## Geografie
De oppervlakte van Biozat bedraagt 16,7 km², de bevolkingsdichtheid is 39,7 inwoners per km².
De onderstaande kaart toont de ligging van Biozat met de belangrijkste infrastructuur en aangrenzende gemeenten.

## Demografie
Onderstaande figuur toont het verloop van het inwonertal (bron: INSEE-tellingen).
Vanwege een beveiligingsprobleem met de MediaWiki Graph-software is het momenteel niet mogelijk deze grafiek weer te geven. Zodra de software is bijgewerkt zal de grafiek vanzelf weer zichtbaar worden.